# Сімейне коло
«Сімейне коло» (рос. Семейный круг) — радянський художній фільм 1979 року, знятий Кіностудією ім. О. Довженка.

## Сюжет
Шлюборозлучний процес уже немолодого подружжя Медведєвих, який веде Сомова Тетяна Михайлівна, змушує її задуматися про власну самоту, конфлікт з дорослими дітьми і розрив з чоловіком.

## У ролях
- Ада Роговцева — Сомова Тетяна Михайлівна, суддя
- Сергій Іванов — Сергій Сомов, син Тетяни Михайлівни, студент, 21 рік
- Надія Смирнова — Марина Сомова, дочка Тетяни Михайлівни, 16 років
- Ніна Ургант — Софія Антонівна Медведєва
- Володимир Заманський — Медведєв
- Лілія Гурова — Надія Андріївна Петрухно, мати Олени
- Наталія Фоменко — Алена Петрухно, працює лаборанткою в інституті, 22 роки, дівчина Сергія
- Олександр Пороховщиков — Вадим Іванович Сомов, колишній чоловік Тетяни Михайлівни, інженер-випробувач автомобілів
- Сергій Голованов — батько Сомової
- Юрій Пузирьов — кореспондент
- Ірина Буніна — Поліна Юріївна, голова суду
- Геннадій Болотов — товариш по службі Тетяни Михайлівни
- Неоніла Гнеповська — народний засідатель
- Леонід Данчишин — народний засідатель
- Галина Жирова — епізод
- Людмила Зверховська — секретар Поліни Юріївни
- Вадим Іллєнко — Герасим, товариш по службі Вадима Івановича
- Лілія Мірошниченко — епізод
- Олена Чекан — Алла, секретар суду
- Ігор Черницький — Вася, офіціант
- Володимир Бродський — відвідувач ресторану
- Ада Волошина — товариш по службі Тетяни Михайлівни
- Микола Гудзь — товариш по службі Тетяни Михайлівни
- Анатолій Переверзєв — товариш по службі Тетяни Михайлівни
- Петро Філоненко — товариш по службі Тетяни Михайлівни

## Знімальна група
- Автор сценарію: Михайло Лебедєв
- Режисер-постановник: Володимир Довгань
- Оператор-постановник: Валерій Квас
- Художник-постановник: Петро Слабинський
- Композитор: Володимир Золотухін
- Звукооператор: Тетяна Бондарчук
- Режисер: Емілія Іллєнко
- Оператор: Б. Березка
- Художник по костюмах: І. Вакуленко
- Художник по гриму: Галина Тишлек
- Художник-декоратор: В. Заруба
- Комбіновані зйомки: оператор — Микола Шабаєв, асистент оператора — Ігор Крупнов
- Режисер монтажу: Доллі Найвельт
- Редактор: Тетяна Ковтун
- Директор картини: Олег Пікерський